# Liste der National Natural Landmarks in Colorado
Dies ist eine Liste der National Natural Landmarks in Colorado. In Colorado gibt es 15 als National Natural Landmark ausgewiesene Objekte (Stand 2020). Sie wurden zwischen 1965 und 1984 sowie zwischen 2011 und 2016 begründet. 14 National Natural Landmarks befinden sich gänzlich im Staat Colorado, ein weiteres Objekt liegt zum größten Teil in Wyoming, reicht allerdings in Colorado hinein.

## Liste
|    | Name                         | Bild         | Eintragung | Ort                               | County               | Landbesitzer        | Beschreibung |
| -- | ---------------------------- | ------------ | ---------- | --------------------------------- | -------------------- | ------------------- | --- |
| 1  | Big Spring Creek             |              | 2012       | 37° 43′ 58,3″ N, 105° 30′ 43,6″ W | Saguache             | Bund                | Einzigartiger quellgespeister Bach, der von einem wasserführenden System gespeist wird und ein seltenes tier- und pflanzenreiches Feuchtgebiet in einem allgemein trockenen Gebiet bildet. Teil des Great Sand Dunes National Park and Preserve.                                                                          |
| 2  | Garden of the Gods           |              | 1971       | 38° 52′ 4″ N, 104° 53′ 27,9″ W    | El Paso              | kommunal            | Die Stätte zeigt den lithologischen Charakter von Sedimentgesteinen und bietet einen Lebensraum für nordamerikanische Honigtopfameisen und gute Beobachtungsmöglichkeiten für verschiedene Vogelarten. |
| 3  | Garden Park Fossil Area      | Felch Quarry | 1973       | 38° 34′ 24″ N, 105° 13′ 31″ W     | Fremont              | Bund                | International bekannte paläontologische Fundstätte, die für Fossilien von Dinosauriern, Fischen, Krokodilen, Schildkröten und Säugetieren bekannt ist. Befindet sich auf dem Land des Bureau of Land Management. |
| 4  | Hanging Lake                 | Hanging Lake | 2011       | 39° 36′ 5,9″ N, 107° 11′ 31,2″ W  | Garfield             | Bund                | Ein durch Travertinablagerungen geformter See mit umfangreichem hängenden Bewuchs und minimalen menschlichen Eingriffen, in der Region einzigartig. Ein Teil des White River National Forest. |
| 5  | Indian Springs Trace Fossil  |              | 1979       | 38° 29′ 35,3″ N, 105° 7′ 56,9″ W  | Fremont              | Privat              | Bester nordamerikanischer Fundort von Tierspurenfossilien aus dem Ordovizium. |
| 6  | Lost Creek Scenic Area       |              | 1966       | 39° 16′ 7″ N, 105° 28′ 5″ W       | Park, Jefferson      | Bund                | Befindet sich im Pike National Forest, mit ausgedehnten Felsformationen, einschließlich Schluchten, Bergkämmen, Felsspitzen und Bachläufen, welche über- und unterirdisch mäandern. |
| 7  | Morrison-Golden Fossil Areas |              | 1973       | 39° 40′ 32,5″ N, 105° 11′ 36,2″ W | Jefferson            | County, Privat      | Stätte von großer paläontologischer Bedeutung, einzigartig für fossile Fußabdrücke von Reptilien, Vögeln und Säugetieren. Die Stätte wurde 2011 um das 7,69 ha große Parfet Prehistoric Preserve in der Stadt Golden erweitert.                                                                                           |
| 8  | Raton Mesa                   |              | 1967       | 37° 2′ 0″ N, 104° 24′ 0″ W        | Las Animas           | Staat, Privat       | Durch eine dicke Lava-Schicht geschützt, hat Raton Mesa der ausgedehnten Erosion und Verwitterung widerstanden, die sich auf die umliegenden Gebiete ausgewirkt hat, was einen extremen Kontrast in der Landschaft darstellt.                                                                                             |
| 9  | Roxborough State Park        |              | 1980       | 39° 25′ 47″ N, 105° 4′ 9″ W       | Douglas              | Staat               | Die Stätte zeigt typische Sedimentschichten der Front Range sowie die Erosion des Sandsteins der Fountain-Formation in ungewöhnlichen Mustern, es gibt umfangreiche fossile Überreste und ungewöhnliche Pflanzenpopulationen.                                                                                             |
| 10 | Russell Lakes                |              | 1975       | 37° 56′ 41″ N, 106° 7′ 34″ W      | Saguache             | Bund, Privat        | Colorados größtes verbliebenes Kugelsimsen-Sumpfland, jetzt selten in den südlichen Rocky Mountains. Bietet Lebensraum für eine umfangreiche Flora und Fauna, insbesondere für Wasservögel. |
| 11 | Sand Creek                   |              | 1984       | 40° 59′ 49″ N, 105° 46′ 14″ W     | Larimer              | Bund, Staat, Privat | Die zum Teil in Wyoming liegende Stätte ist eines der beeindruckendsten Vorkommen von schräggeschichtetem Sandstein in Nordamerika. Auch ein Ort von paläontologischer und biologischer Bedeutung. |
| 12 | Slumgullion Earthflow        |              | 1965       | 37° 59′ 30″ N, 107° 15′ 25″ W     | Hinsdale             | Bund, Privat        | Ein wichtiges Beispiel für den geologischen Prozess der Massenbewegung: Ein großer Strom vulkanischen Gesteins wanderte von Berg zu Tal und bildete den Lake San Cristobal. Der gleiche Prozess wiederholt sich und überdeckt langsam den bestehenden Strom. Befindet sich auf dem Gelände des Bureau of Land Management. |
| 13 | Spanish Peaks                |              | 1976       | 37° 22′ 48″ N, 105° 0′ 0″ W       | Huerfano, Las Animas | Bund, Privat        | Die im San Isabel National Forest gelegene Stätte ist ein außergewöhnliches Beispiel für über 500 Dikes aus magmatischem Gestein. Sie sind entstanden, als geschmolzenes Eruptivgestein vor dem Aushärten in eine Verwerfung gepresst wurde.                                                                              |
| 14 | Summit Lake                  |              | 1965       | 39° 35′ 55″ N, 105° 38′ 39″ W     | Clear Creek          | kommunal            | Mit fast 4.000 m enthält die Gegend ein hervorragendes Beispiel für alpine Tundra in den zusammenhängenden Bundesstaaten der USA. Einige der Pflanzen, die in diesem Mikroklima überleben, sind normalerweise nur am Polarkreis zu finden.                                                                                |
| 15 | West Bijou Site              |              | 2016       | 39° 39′ 21,7″ N, 104° 44′ 13,2″ W | Arapahoe             | Privat              | Als Teil des Plains Conservation Center enthält die Stätte fossile und mineralische Zeugnisse, die die Kreide-Paläogen-Grenze, das jüngste Massenaussterben der Erde, detailliert beschreiben. |